# كيزو سوزوكي
كيزو سوزوكي (باليابانية: 鈴木圭三؛ بالكانا: すずき けいぞう) هو لاعب الغو ‏ ياباني، ولد في 1927 في اليابان، وتوفي بنفس المكان في 1945.